# Episodi di Elena di Avalor (seconda stagione)
La seconda stagione della serie televisiva Elena di Avalor viene trasmessa dal 14 ottobre 2017 sul canale statunitense Disney Channel e dal 18 marzo 2018 in Italia.
| nº | Titolo originale             | Titolo italiano                  | Prima TV USA      | Prima TV Italia   |
| -- | ---------------------------- | -------------------------------- | ----------------- | ----------------- |
| 1  | The Jewel of Maru            | Il gioiello di Maru              | 14 ottobre 2017   | 18 marzo 2018     |
| 2  | Royal Rivalry                | Rivalità reale                   | 28 ottobre 2017   | 25 marzo 2018     |
| 3  | The Curse of El Guapo        | La maledizione di El Guapo       | 11 novembre 2017  | 1 aprile 2018     |
| 4  | Three Jaquins and a Princess | Tre giagualati e una principessa | 18 novembre 2017  | 8 aprile 2018     |
| 5  | A Spy in the Palace          | Una spia a palazzo               | 25 novembre 2017  | 15 aprile 2018    |
| 6  | Science Unfair               | La fiera delle scienze           | 24 febbraio 2018  | 9 settembre 2018  |
| 7  | Rise of the Sorceress        | Il ritorno della strega          | 3 marzo 2018      | 16 settembre 2018 |
| 8  | Shapeshifters                | Mutaforma                        | 10 marzo 2018     | 23 settembre 2018 |
| 9  | The Scepter of Night         | Lo scettro dell'oscurità         | 17 marzo 2018     | 30 settembre 2018 |
| 10 | The Race for the Realm       | Dimenticare il passato           | 14 luglio 2018    | 7 ottobre 2018    |
| 11 | A tale of the Two Scepters   | Racconto di due scettri          | 21 luglio 2018    | 14 ottobre 2018   |
| 12 | Class Act                    | L'accademia di scienze           | 28 luglio 2018    | 21 ottobre 2018   |
| 13 | All Kingdoms Fair            | La fiera di tutti i regni        | 4 agosto 2018     | 28 ottobre 2018   |
| 14 | A Lava Story                 | Storia d'amore e di lava         | 11 agosto 2018    | 27 gennaio 2019   |
| 15 | Song of the Sirenas          | Il canto delle sirene            | 21 settembre 2018 | 11 novembre 2018  |
| 16 | The Tides of Change          | La marea del cambiamento         | 13 ottobre 2018   | 20 gennaio 2019   |
| 17 | The Return of El Capitan     | Il ritorno di El Capitan         | 27 ottobre 2018   | 17 febbraio 2019  |
| 18 | Finding Zuzo                 | Alla ricerca di Zuzo             | 3 novembre 2018   | 4 novembre 2018   |
| 19 | Snow Place Like Home         | La bufera di neve                | 24 novembre 2018  | 10 febbraio 2019  |
| 20 | Two Left Fins                | Due pinne sinistre               | 19 gennaio 2019   | 3 febbraio 2019   |
| 21 | Movin' On Up                 | Crescere                         | 16 febbraio 2019  | 6 luglio 2019     |
| 22 | Not Without My Magic         | Una principessa senza scettro    | 23 marzo 2019     | 7 luglio 2019     |
| 23 | Luna's Big Leap              | Il grande salto di Luna          | 27 aprile 2019    | 13 luglio 2019    |
| 24 | Naomi Knows Best             | L'istinto di Naomi               | 1 giugno 2019     | 14 luglio 2019    |